# Церковь Христа в Карлсруэ
Це́рковь Христа́ (нем. Christuskirche) — протестантская церковь в Карлсруэ, Германия. Была построена в 1896—1900 годах архитекторами Робертом Курйелем и Карлом Мозером в городском районе Карлсруэ Вестштадт.

## История
Первые планы постройки церкви стали возникать 1888—1892 годах. После архитектурного конкурса, победившие на нём архитекторы Карл Мозер и Роберт Курйель получили контракт на строительство. Церковь была открыта 14 октября 1900 года.
Во время Второй мировой войны, в июне 1942 года колокола церкви были демонтированы для переплавки для вооружений, как и большинство бронзовых колоколов в Германии в то время.
Церковь Христа сама по себе была сильно повреждена во время бомбардировок Второй мировой войны. Особенно сильно она пострадала во время воздушных налётов в ночь со 2 на 3 сентября 1942 года, как и весь Карлсруэ, а также в ночь с 4-го на 5-е декабря 1944 года. Были сильно повреждены окна, сводчатые потолки, и арка главного входа. Сразу после войны церковь начали восстанавливать. Концертный орган был построен в 1966 году строительной фирмой Йоханнеса Клея из Бонна, специализирующейся по созданию органов. В 1985—1988 годах был восстановлен оригинальный шпиль церкви. Перед центральным входом в церковь с 2010 года начала строиться одна из станций метрополитена Карлсруэ, который планируется запустить в эксплуатацию в 2015—2016 году.

## Галерея

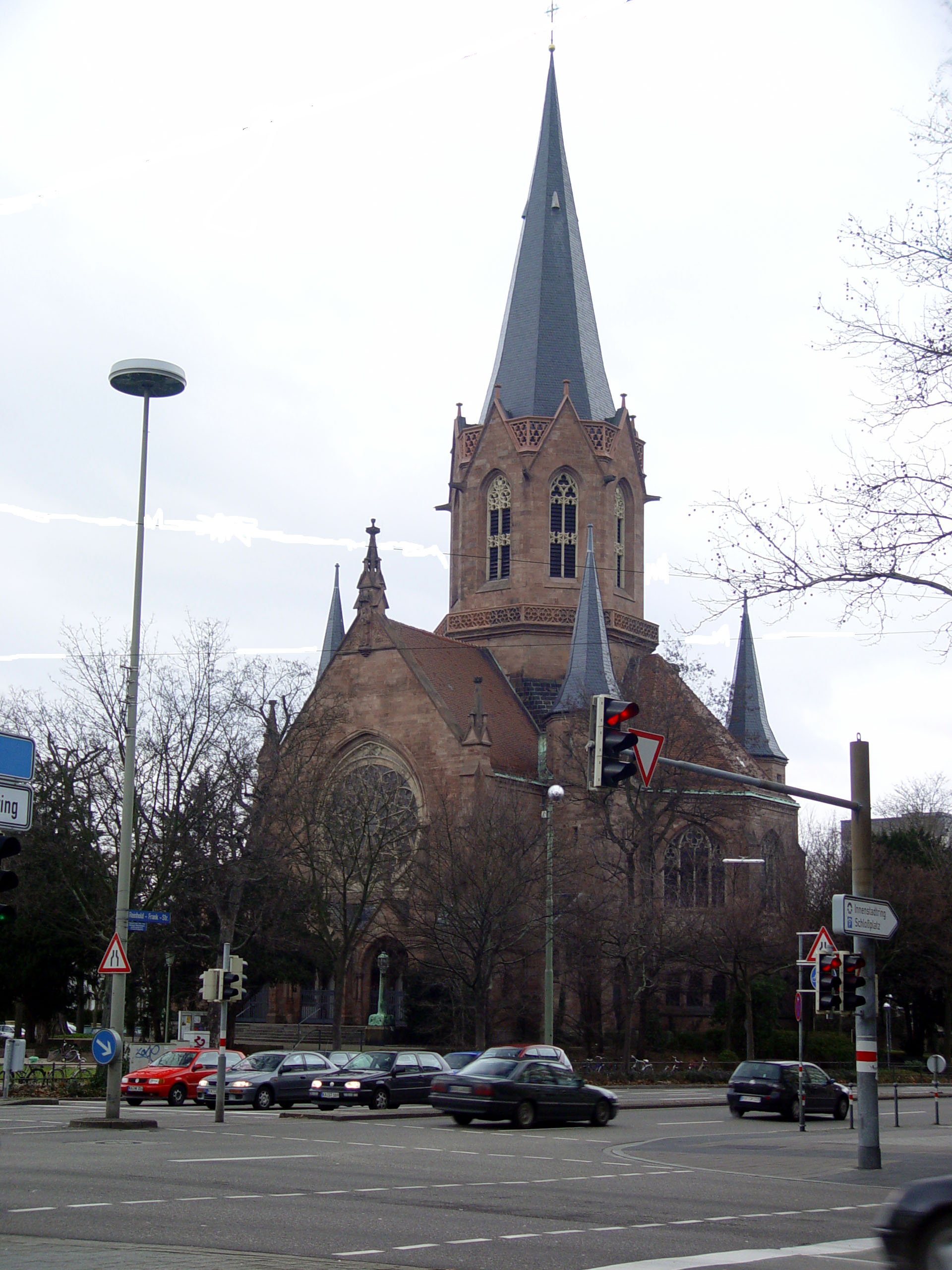
Общий вид
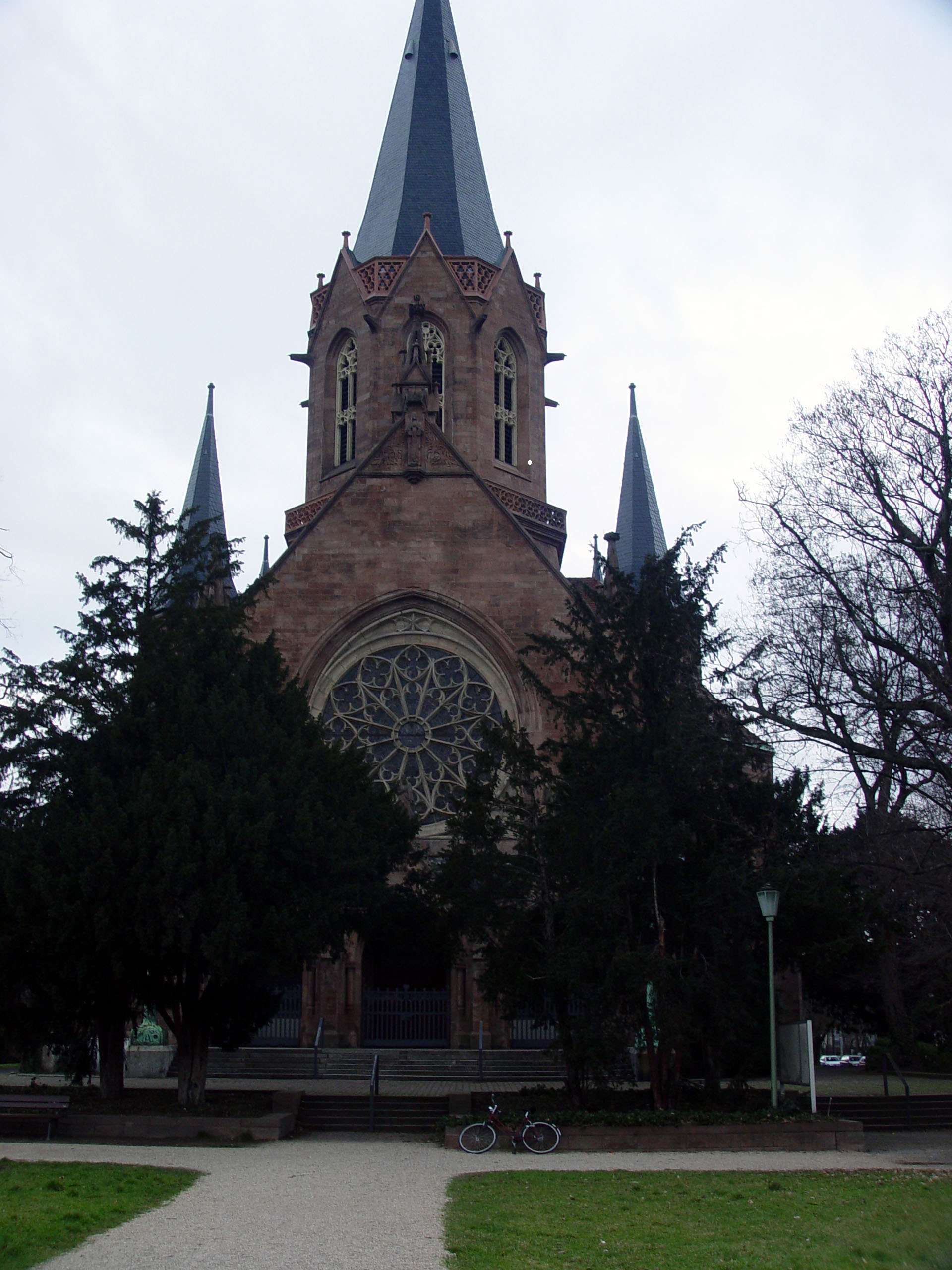
Вид спереди
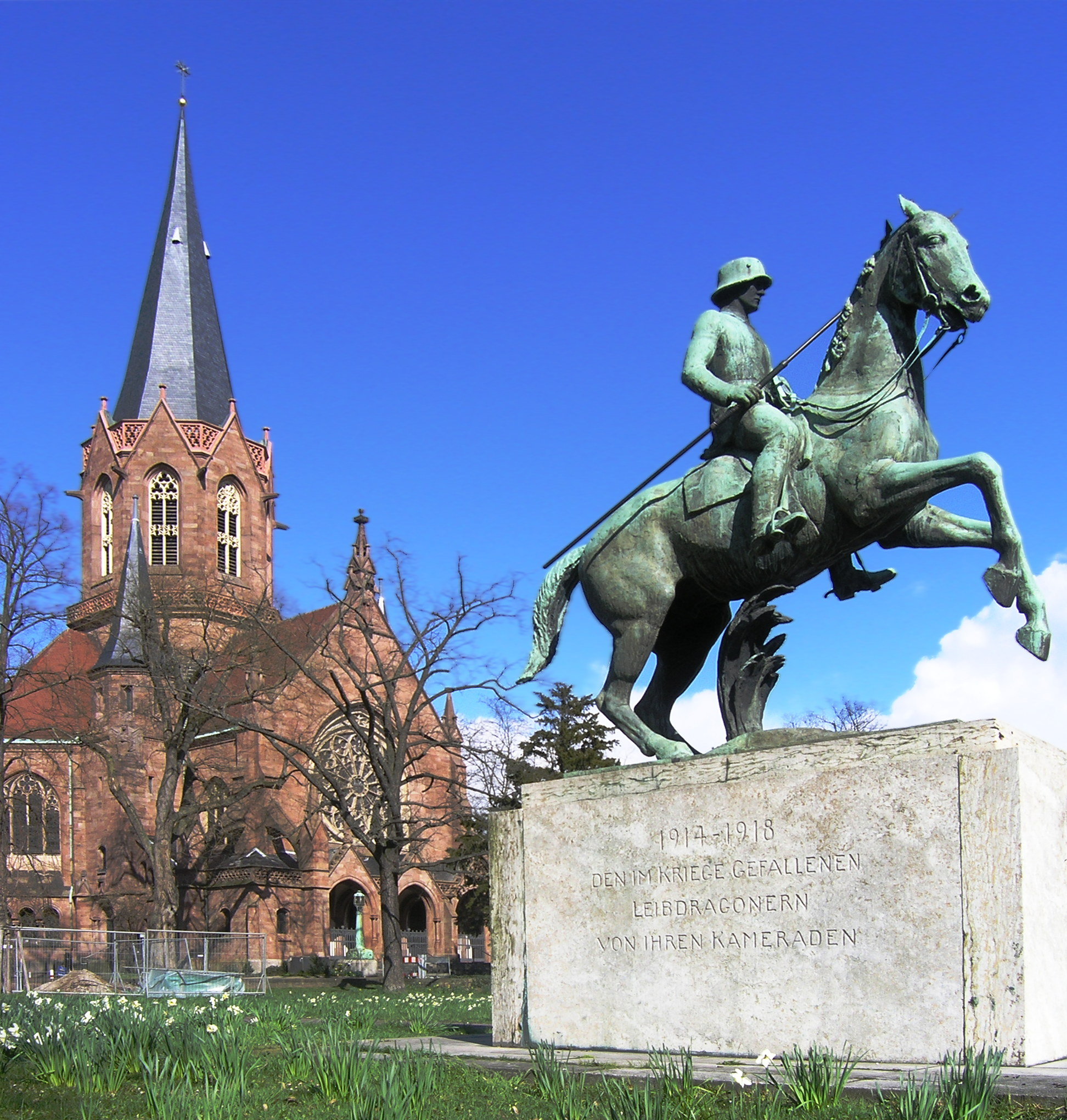
На фоне памятника лейб-драгунам
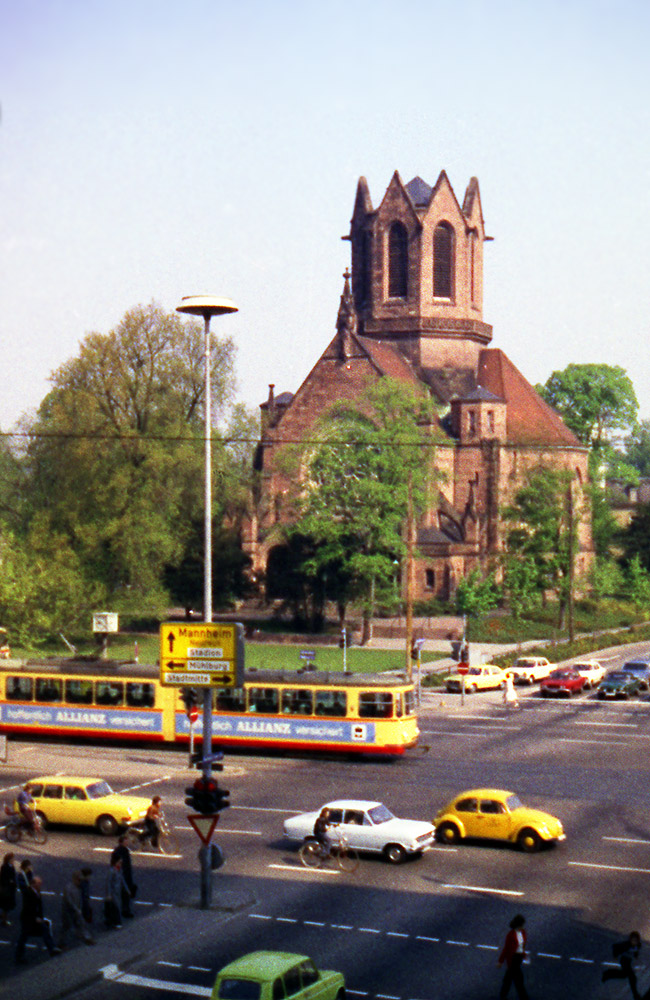
До 1980 года
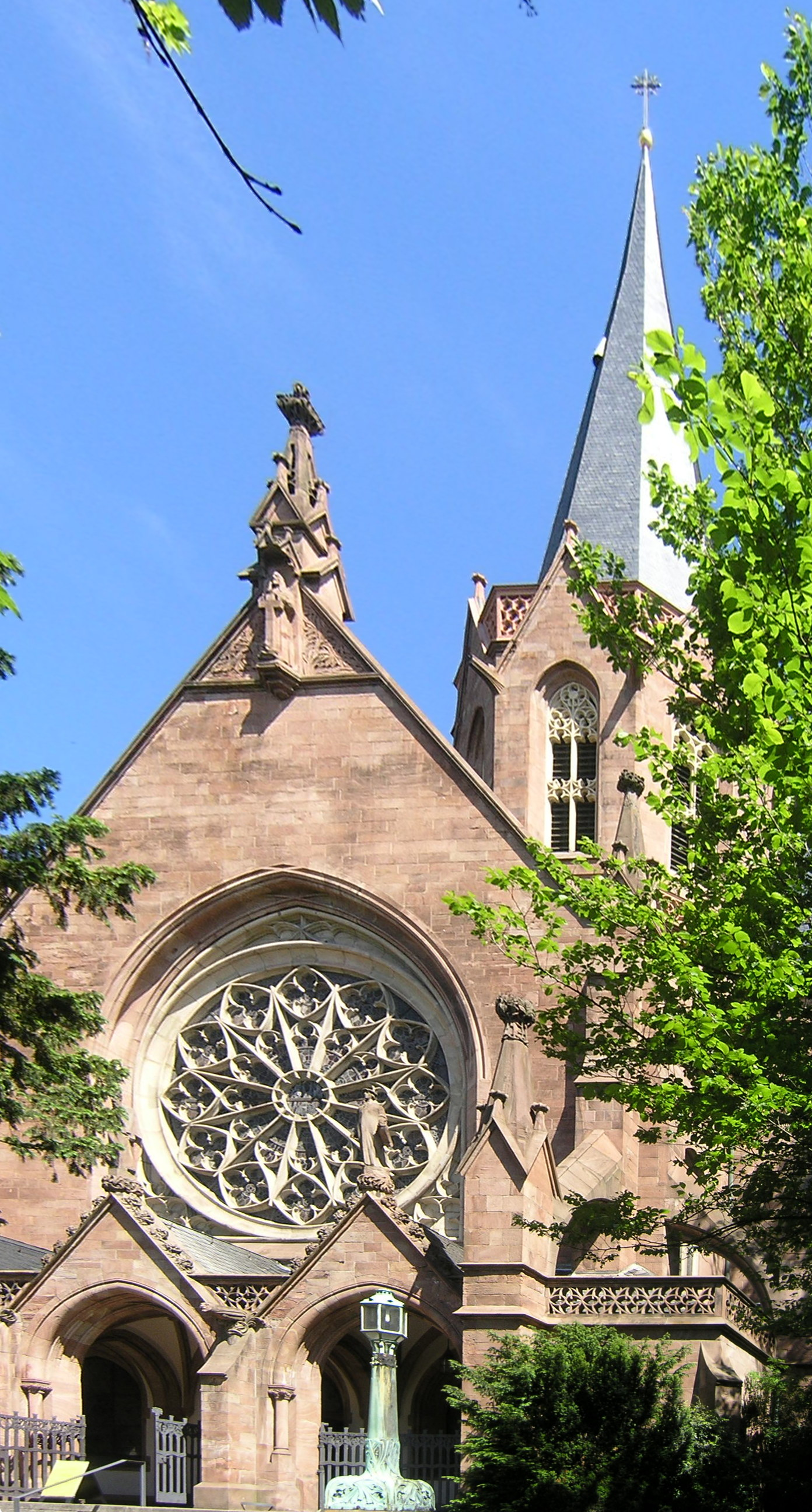
Портал
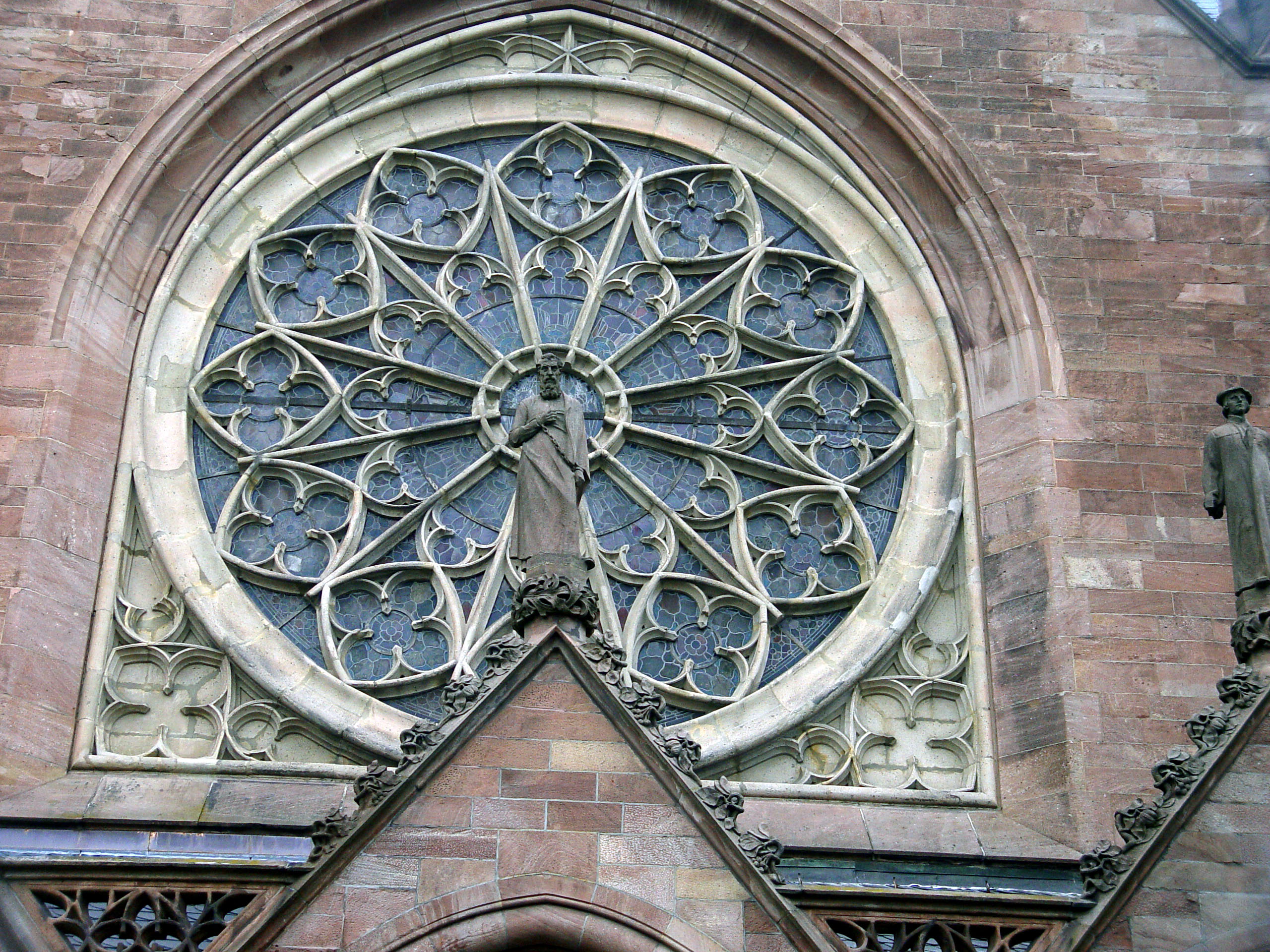
Розетка над порталом
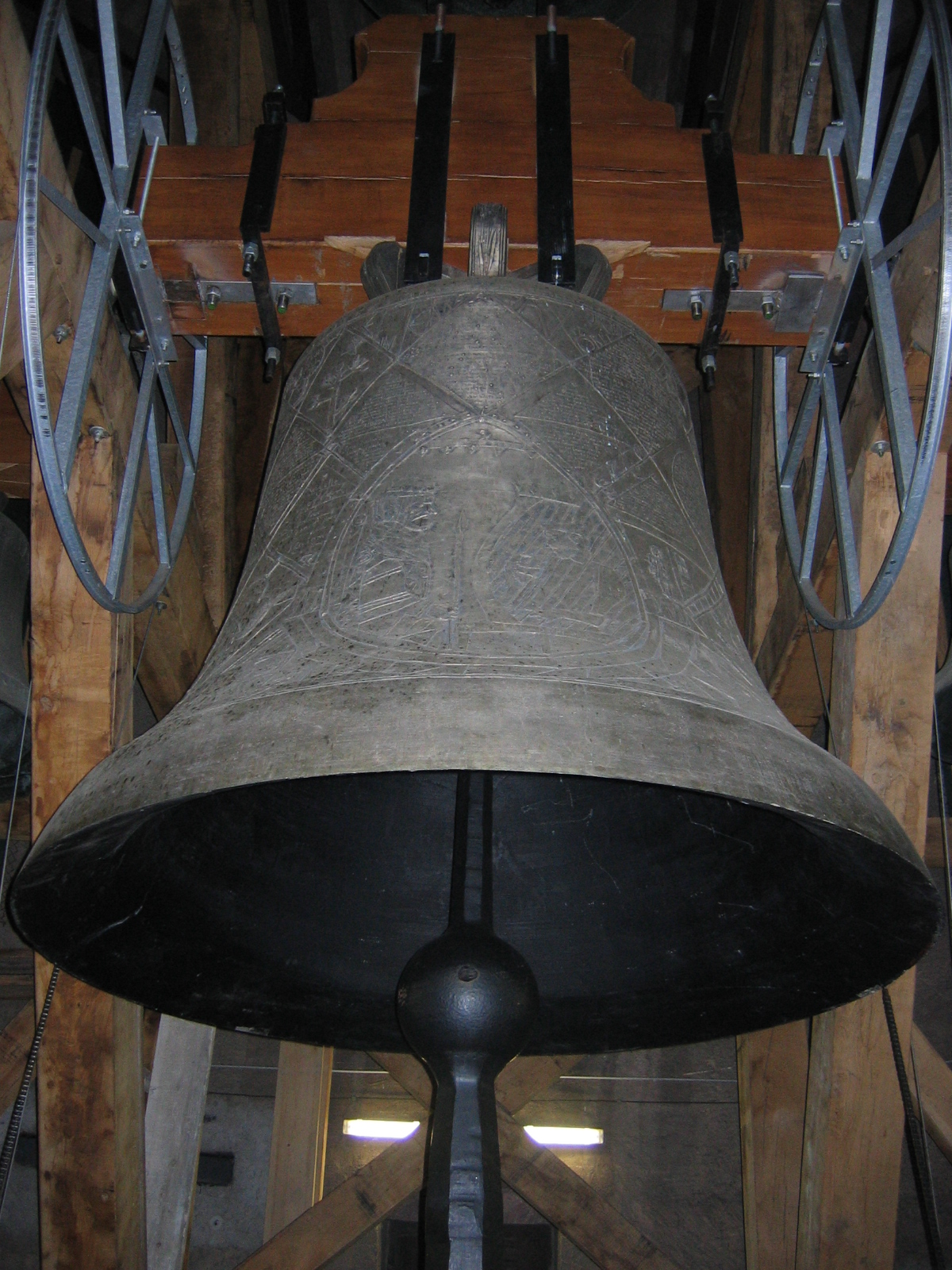
Восстановленный большой колокол

## Сегодняшняя община
В церкви Христа имеется церковный хор, хор оратории, камерный хор и оркестр, которые участвуют в богослужении и регулярно дают концерты.
Музыкальное воспитание подрастающего поколения проводится в сотрудничестве с вокальной школой Евангелической городской церкви.